# Sarah und die Pferde
Sarah und die Pferde ist eine erstmals 1962 veröffentlichte Erzählung von Karl Alfred Wolken.

## Inhalt
Alexey ist der Sohn eines Schmiedes und lebt in einer ländlichen Gegend. Sein Vater ist von Pferden fasziniert und spricht aus diesem Grund oft über seine Erlebnisse in Russland während des Ersten Weltkrieges. Da ein Einheimischer ihm damals das Leben rettete, benannte er seinen Sohn nach ihm.
Infolge der Machtergreifung Adolf Hitlers kommt es vermehrt zu antisemitischen Übergriffen. Auch der im Ort lebende jüdische Fleischer Landauer wird nun von vielen gemieden. Dessen Kinder besuchen mit Alexey die Dorfschule und für Landauers Tochter Sarah entwickelt der Heranwachsende eine starke Zuneigung. Den Mitschüler Ewald Steuben hasst er aufgrund dessen für seine judenfeindlichen Äußerungen, beruhigt sich aber etwas als er erfährt, dass eigentlich Landauer Ewalds leiblicher Vater ist. Während der Junge nichts davon ahnt, ist es unter den Erwachsenen ein offenes Geheimnis.
Alexeys Vater sehnt sich so sehr nach einem Pferd, dass er trotz seiner Vorbehalte gegen die Nazis in die SA eintritt. Ihn treibt die Hoffnung, Mitglied einer Reiterabteilung zu werden, seine Frau kritisiert hingegen die dadurch anfallenden Kosten für die Uniform. Als die Landauers vertrieben werden, verweigert der Schmied die Beteiligung an der Deportation. Gegenüber seinem Sohn bereut er aber, im Gegensatz zu anderen Einwohnern nicht aktiv dagegen vorgegangen zu sein.

## Veröffentlichungen
Sarah und die Pferde wurde erstmals 1962 durch die Deutsche Verlags-Anstalt in der Anthologie Beispiele herausgegeben. Volk und Welt veröffentlichte das Werk im Rahmen seiner Reihe Erkundungen in der DDR.

## Hörspiel
- 1964: Sarah und die Pferde – Regie: Günter Bommert (Hörspiel – Radio Bremen)
  - Sprecher: Charlotte Schellenberg, Inger Zielke, Herbert Steinmetz, Herbert Sebald, Walter Starz und Günter Strack[2]